# 無窮花大勲章

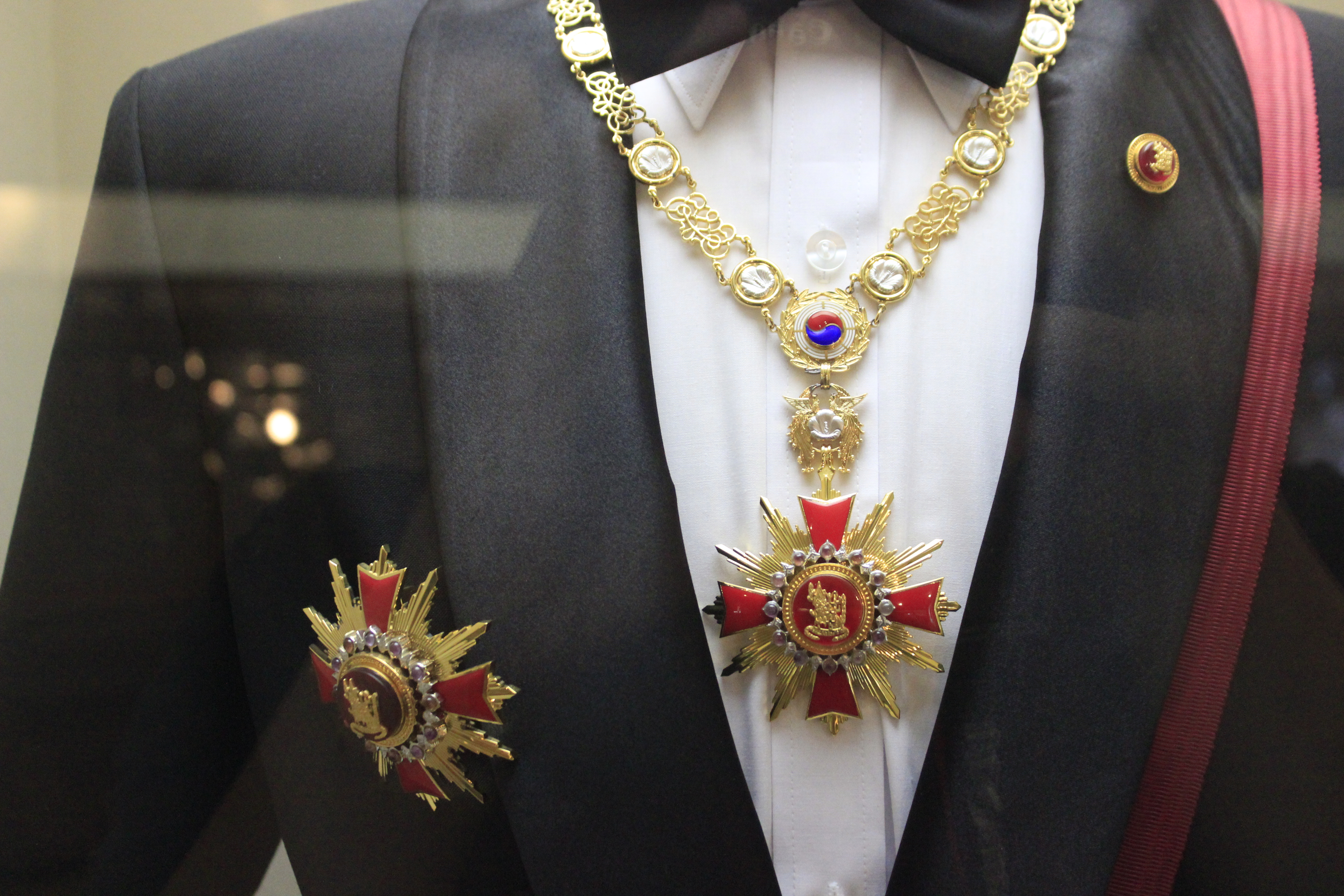
無窮花大勲章の頸飾章・正章の大綬・副章および襟章（韓国造幣公社貨幣博物館にて展示）

無窮花大勲章（むくげだいくんしょう、ムグンファデフンジャン、無窮花大勳章、朝: 무궁화 대훈장）は、大韓民国の勲章。1949年8月13日に無窮花大勲章令（大統領令第164号）により創設され、1963年12月14日以降は賞勲法により規定されている。同国では最高位かつ単一級の勲章である。

## 授与対象
無窮花大勲章は賞勲法第10条により、「大統領、大統領の配偶者、友好国の前職を含む元首とその配偶者」へ授与されることが規定されている。このことから、事実上大統領が自身または後任に対して授与する勲章となっており、金大中までは就任直後に授与された。盧武鉉、李明博は退任前に授与されたが、これは自身に対する叙勲であった。朴槿恵に対しては、前任の李明博が授与することで後任に対する叙勲とし、受章は就任後とされた。
2006年、元大統領の全斗煥と盧泰愚が粛軍クーデターと光州事件に対する有罪判決を理由に受章してきた勲章を剥奪されたが、大統領の地位を叙勲の根拠とする無窮花大勲章のみは例外とされた。

## 意匠
無窮花大勲章は賞勲法第27条により頸飾章、正章、副章、襟章で構成され、その意匠は賞勲法施行令第13条により定められている。首飾り式の頸飾章が設けられるほか、正章の大綬は左肩から下げ、副章は右胸に佩用したりするなど、賞勲法が定める他の勲章と異なる規定がある。
章飾の意匠は、名称の通りに大韓民国の国花である無窮花（ムクゲ）を全体に配している。表面中央のルビーの台座に据えられた金冠をアメシストで表した十二個の無窮花の芽と十二稜の光線が取り囲み、さらに赤色のマルタ十字が重なった形状である。頸飾章と正章の章飾にはさらに一対の鳳凰と無窮花を組み合わせた鈕が付き、頸飾の鎖には無窮花と瑞蝶文様が交互に並び、中央には月桂冠に囲まれた太極と四卦の図が配される。正章の大綬は赤色である。
なお、従来の女性用章飾は男性用より小さい寸法が規定されていたが、2015年12月31日の賞勲法施行令改正により男性用の寸法に統合された。
金・銀・アメシスト・ルビー等を素材とする勲章の制作費は、2005年には2000万ウォン、2013年には4500万ウォンを越えると推定されている。

## 受章者一覧
| 年     | 叙勲決定日              | 授与日                                     | 氏名                                                       | 地位               | 国               |
| ------ | ----------------------- | ------------------------------------------ | ---------------------------------------------------------- | ------------------ | ---------------- |
| 1949年 |                         | 8月15日                                    | 李承晩                                                     | 大統領             | 大韓民国         |
| 1960年 |                         | 8月13日                                    | 尹潽善                                                     | 大統領             | 大韓民国         |
| 1963年 | 12月5日                 | 12月17日                                   | 朴正煕                                                     | 大統領             | 大韓民国         |
| 1964年 | 12月3日                 | 12月8日                                    | ハインリヒ・リュプケ                                       | 大統領             | 西ドイツ         |
| 1964年 | 12月3日                 | 12月8日                                    | ヴィルヘルミーネ・リュプケ                                 | ファーストレディ   | 西ドイツ         |
| 1966年 | 2月1日                  | 2月7日                                     | イスマイル・ナシルディン・シャー                           | 国王               | マレーシア       |
| 1966年 | 2月1日                  | 2月7日                                     | Tengku Intan Zaharah                                       | 王妃               | マレーシア       |
| 1966年 | 2月1日                  | 2月10日                                    | ラーマ9世                                                  | 国王               | タイ             |
| 1966年 | 2月1日                  | 2月10日                                    | シリキット                                                 | 王妃               | タイ             |
| 1966年 | 2月1日                  | 2月15日                                    | 蔣介石                                                     | 総統               | 中華民国（台湾） |
| 1967年 | 6月23日                 |                                            | 陸英修                                                     | ファーストレディ   | 大韓民国         |
| 1968年 | 5月10日                 | 5月18日                                    | ハイレ・セラシエ1世                                        | 皇帝               | エチオピア帝国   |
| 1969年 | 5月23日                 | 5月27日                                    | グエン・バン・チュー                                       | 大統領             | ベトナム共和国   |
| 1969年 | 5月23日                 | 5月27日                                    | Nguyễn Thị Mai Anh                                         | ファーストレディ   | ベトナム共和国   |
| 1969年 | 10月28日                | 10月28日                                   | アマニ・ディオリ                                           | 大統領             | ニジェール       |
| 1969年 | 10月28日                | 10月28日                                   | Aïchatou Diori                                             | ファーストレディ   | ニジェール       |
| 1970年 | 9月25日                 | 9月28日                                    | フィデル・サンチェス・エルナンデス                         | 大統領             | エルサルバドル   |
| 1970年 | 9月25日                 | 9月28日                                    | Marina Uriarte de Sánchez Hernández                        | ファーストレディ   | エルサルバドル   |
| 1975年 | 6月27日                 | 7月5日                                     | オマール・ボンゴ・オンディンバ                             | 大統領             | ガボン           |
| 1975年 | 6月27日                 | 7月5日                                     | ジョゼフィーヌ・ボンゴ                                     | ファーストレディ   | ガボン           |
| 1979年 | 4月17日                 | 4月23日                                    | レオポール・セダール・サンゴール                           | 大統領             | セネガル         |
| 1979年 | 4月17日                 | 4月23日                                    | コレット・ユベール・サンゴール                             | ファーストレディ   | セネガル         |
| 1979年 | 12月7日                 |                                            | 崔圭夏                                                     | 大統領             | 大韓民国         |
| 1979年 | 12月7日                 | 洪基                                       | ファーストレディ                                           |                    | 大韓民国         |
| 1980年 |                         | 5月11日                                    | ハーリド・ビン・アブドゥルアズィーズ                       | 国王               | サウジアラビア   |
| 1980年 | 5月14日                 | ジャービル・アル＝アフマド・アッ＝サバーハ | 国王                                                       | クウェート         |                  |
| 1980年 | 8月29日                 | 8月30日                                    | 全斗煥                                                     | 大統領             | 大韓民国         |
| 1980年 | 8月29日                 | 8月30日                                    | 李順子                                                     | ファーストレディ   | 大韓民国         |
| 1981年 |                         | 6月25日                                    | スハルト                                                   | 大統領             | インドネシア     |
| 1981年 | シティ・ハルティナ      | 6月25日                                    | ファーストレディ                                           |                    | インドネシア     |
| 1981年 |                         | 6月29日                                    | アフマド・シャー                                           | 国王               | マレーシア       |
| 1981年 | Tengku Afzan            | 6月29日                                    | 王妃                                                       |                    | マレーシア       |
| 1981年 |                         | 7月6日                                     | フェルディナンド・マルコス                                 | 大統領             | フィリピン       |
| 1981年 | イメルダ・マルコス      | 7月6日                                     | ファーストレディ                                           |                    | フィリピン       |
| 1981年 |                         | 10月13日                                   | ロドリゴ・カラソ＝オディオ                                 | 大統領             | コスタリカ       |
| 1981年 | Estrella Zeledón Lizano | 10月13日                                   | ファーストレディ                                           |                    | コスタリカ       |
| 1982年 |                         | 5月10日                                    | サミュエル・ドウ                                           | 人民救済評議会議長 | リベリア         |
| 1982年 |                         | 6月7日                                     | モブツ・セセ・セコ                                         | 大統領             | ザイール         |
| 1982年 | Bobi Ladawa             | 6月7日                                     | ファーストレディ                                           |                    | ザイール         |
| 1982年 |                         | 8月25日                                    | アブドゥ・ディウフ                                         | 大統領             | セネガル         |
| 1982年 |                         | 12月21日                                   | ケナン・エヴレン                                           | 大統領             | トルコ           |
| 1983年 | 3月10日                 | 3月15日                                    | モハメド・アン＝ヌメイリ                                   | 大統領             | スーダン         |
| 1983年 | 3月10日                 | 3月15日                                    | ファーストレディ                                           |                    | スーダン         |
| 1983年 |                         | 9月10日                                    | フセイン1世                                                | 国王               | ヨルダン         |
| 1983年 | ヌール                  | 9月10日                                    | 王妃                                                       |                    | ヨルダン         |
| 1984年 |                         | 4月9日                                     | ハサナル・ボルキア                                         | 国王               | ブルネイ         |
| 1984年 |                         | 4月21日                                    | ハリーファ・ビン・ハマド・アール＝サーニー                 | アミール           | カタール         |
| 1984年 | 8月30日                 | 9月13日                                    | ダウダ・ジャワラ                                           | 大統領             | ガンビア         |
| 1984年 | 8月30日                 | 9月13日                                    | Chilel Jawara                                              | ファーストレディ   | ガンビア         |
| 1984年 |                         | 10月30日                                   | マウムーン・アブドル・ガユーム                             | 大統領             | モルディブ       |
| 1985年 |                         | 5月7日                                     | ムハンマド・ジア＝ウル＝ハク                               | 大統領             | パキスタン       |
| 1985年 |                         | 5月20日                                    | ルイス＝アルベルト・モンヘ                                 | 大統領             | コスタリカ       |
| 1986年 | 9月4日                  | 4月10日                                    | エリザベス2世                                              | 国王               | イギリス         |
| 1986年 | 9月4日                  | 4月16日                                    | ボードゥアン1世                                            | 国王               | ベルギー         |
| 1987年 |                         | 4月7日                                     | アーメド・アブダラ                                         | 大統領             | コモロ           |
| 1988年 | 2月24日                 | 2月25日                                    | 盧泰愚                                                     | 大統領             | 大韓民国         |
| 1988年 | 2月24日                 | 2月25日                                    | 金玉淑                                                     | ファーストレディ   | 大韓民国         |
| 1988年 |                         | 11月3日                                    | イスカンダル・イブニ                                       | 国王               | マレーシア       |
| 1988年 | Tunku Puan Zanariah     | 11月3日                                    | 王妃                                                       |                    | マレーシア       |
| 1989年 | 11月3日                 | 11月20日                                   | リヒャルト・フォン・ヴァイツゼッカー                       | 大統領             | 西ドイツ         |
| 1989年 | 11月3日                 | 11月30日                                   | フランソワ・ミッテラン                                     | 大統領             | フランス         |
| 1989年 | 11月3日                 | 11月30日                                   | ダニエル・ミッテラン                                       | ファーストレディ   | フランス         |
| 1990年 |                         | 6月21日                                    | アンドレス・ロドリゲス                                     | 大統領             | パラグアイ       |
| 1990年 |                         | 11月15日                                   | ゲンツ・アールパード                                       | 大統領             | ハンガリー       |
| 1991年 |                         | 9月13日                                    | アズラン・シャー                                           | 国王               | マレーシア       |
| 1991年 | Tuanku Bainun           | 9月13日                                    | 王妃                                                       |                    | マレーシア       |
| 1991年 |                         | 9月25日                                    | カルロス・サリナス・デ・ゴルタリ                           | 大統領             | メキシコ         |
| 1992年 | 8月13日                 |                                            | ホルヘ・セラーノ・エリアス                                 | 大統領             | グアテマラ       |
| 1993年 | 2月11日                 | 2月23日                                    | 金泳三                                                     | 大統領             | 大韓民国         |
| 1993年 | 2月11日                 | 2月23日                                    | 孫命順                                                     | ファーストレディ   | 大韓民国         |
| 1993年 | 5月20日                 | 5月25日                                    | フィデル・ラモス                                           | 大統領             | フィリピン       |
| 1993年 | 5月20日                 | 5月25日                                    | アメリタ・ラモス                                           | ファーストレディ   | フィリピン       |
| 1994年 | 11月7日                 | 11月21日                                   | エドゥアルド・フレイ・ルイスタグレ                         | 大統領             | チリ             |
| 1994年 | 12月5日                 | 12月9日                                    | レフ・ヴァウェンサ                                         | 大統領             | ポーランド       |
| 1995年 | 2月7日                  | 2月16日                                    | イスラム・カリモフ                                         | 大統領             | ウズベキスタン   |
| 1995年 | 2月21日                 | 3月6日                                     | ローマン・ヘルツォーク                                     | 大統領             | ドイツ           |
| 1995年 | 3月28日                 | 4月3日                                     | ジェリュ・ジェレフ                                         | 大統領             | ブルガリア       |
| 1995年 | 6月26日                 | 7月7日                                     | ネルソン・マンデラ                                         | 大統領             | 南アフリカ共和国 |
| 1995年 | 9月26日                 | 9月29日                                    | カルロス・メネム                                           | 大統領             | アルゼンチン     |
| 1996年 | 7月23日                 | 9月4日                                     | アルバロ・アルズ                                           | 大統領             | グアテマラ       |
| 1996年 | 7月23日                 |                                            | フェルナンド・エンリケ・カルドーゾ                         | 大統領             | ブラジル         |
| 1996年 | 10月8日                 | 10月20日                                   | フアン・カルロス1世                                        | 国王               | スペイン         |
| 1996年 | 10月8日                 | 10月20日                                   | ソフィア                                                   | 王妃               | スペイン         |
| 1996年 |                         | 11月26日                                   | トゥアンク・ジャーファル・アブドゥル・ラーマン             | 国王               | マレーシア       |
| 1996年 | 12月10日                | 12月15日                                   | レオニード・クチマ                                         | 大統領             | ウクライナ       |
| 1998年 | 2月17日                 | 2月25日                                    | 金大中                                                     | 大統領             | 大韓民国         |
| 1998年 | 2月17日                 | 2月25日                                    | 李姫鎬                                                     | ファーストレディ   | 大韓民国         |
| 2000年 | 2月22日                 | 3月3日                                     | カルロ・アツェリオ・チャンピ                               | 大統領             | イタリア         |
| 2000年 | 2月22日                 | 3月6日                                     | ジャック・シラク                                           | 大統領             | フランス         |
| 2006年 |                         | 3月12日                                    | アブデルアジズ・ブーテフリカ                               | 大統領             | アルジェリア     |
| 2007年 |                         | 3月26日                                    | サバーハ・アル＝アフマド・アル＝ジャービル・アッ＝サバーハ | 国王               | クウェート       |
| 2007年 |                         | 3月28日                                    | ハマド・ビン・ハリーファ・アール＝サーニー                 | アミール           | カタール         |
| 2008年 | 1月28日                 |                                            | 盧武鉉                                                     | 大統領             | 大韓民国         |
| 2008年 | 1月28日                 | 権良淑                                     | ファーストレディ                                           |                    | 大韓民国         |
| 2009年 |                         | 5月13日                                    | ヌルスルタン・ナザルバエフ                                 | 大統領             | カザフスタン     |
| 2009年 |                         | 11月12日                                   | アラン・ガルシア                                           | 大統領             | ペルー           |
| 2012年 |                         | 5月30日                                    | カール16世グスタフ                                         | 国王               | スウェーデン     |
| 2012年 |                         | 11月21日                                   | ハリーファ・ビン・ザーイド・アール・ナヒヤーン             | 大統領             | アラブ首長国連邦 |
| 2013年 | 2月12日                 |                                            | 李明博                                                     | 大統領             | 大韓民国         |
| 2013年 | 2月12日                 | 金潤玉                                     | ファーストレディ                                           |                    | 大韓民国         |
| 2013年 | 2月19日                 |                                            | 朴槿恵                                                     | 大統領             | 大韓民国         |
| 2014年 |                         | 11月19日                                   | スシロ・バンバン・ユドヨノ                                 | 大統領             | インドネシア     |
| 2015年 |                         | 4月20日                                    | オジャンタ・ウマラ                                         | 大統領             | ペルー           |
| 2018年 | 10月8日                 |                                            | エマニュエル・マクロン                                     | 大統領             | フランス         |
| 2019年 |                         |                                            | ハーラル5世                                                | 国王               | ノルウェー       |
| 2022年 | 5月3日                  |                                            | 文在寅                                                     | 大統領             | 大韓民国         |
| 2022年 | 5月3日                  | 金正淑                                     | ファーストレディ                                           |                    | 大韓民国         |